# Émile Perrin
Émile-César-Victor Perrin (Rouen, 9 gennaio 1814 – Parigi, 8 ottobre 1885) è stato un direttore teatrale e pittore francese.

## Biografia
Perrin studiò l'arte presso Gros e Delaroche e perseguì una carriera come pittore di storia, esponendo le proprie opere al Salon. Tra una nomina e l'altra all'Opéra-Comique tornò brevemente alla pittura. Aveva un fratello che divenne il direttore di un museo di Rouen.
Fu il direttore dell'Opéra-Comique dal maggio del 1848 al novembre del 1857, e poi per breve tempo nel 1862, quando "scoprì" il canto di Galli-Marié a Rouen. Dal luglio del 1854 al settembre del 1855 fu simultaneamente il direttore del teatro lirico, e durante il suo breve mandato la posizione artistica e sociale del teatro crebbe, anche se si dimise, deluso dai risultati del teatro. Wagner lo descrisse in questo periodo come "un bello spirito e un pittore agiato".
Divenne il direttore del teatro dell'opera di Parigi nel dicembre del 1862. In questo periodo ingaggiò Bizet per suonare le partiture presentate all'opera, anche se Perrin non assisteva al compositore che le eseguiva lì. In una lettera, Victorien Sardou descrisse Perrin come "il più mutevole, il più capriccioso, il più instabile degli uomini". Egli fu licenziato dall'Opéra dopo essere stato accusato di patriottismo insufficiente nel maggio del 1870 (poco prima dell'inizio della guerra contro i prussiani).
Nel 1875, venne convocato ad arbitrare una disputa tra Bizet e i direttori dell'Opéra-Comique sulle preparazioni per la Carmen, nonostante detestasse la composizione. Fu l'amministratore generale della Comédie-Française dal 1871 fino alla morte. Nel 1876 divenne un membro dell'accademia di belle arti. Nel 1881 si guadagnò inoltre il grado di commendatore della Legion d'onore.